# 大光院 (太田市)

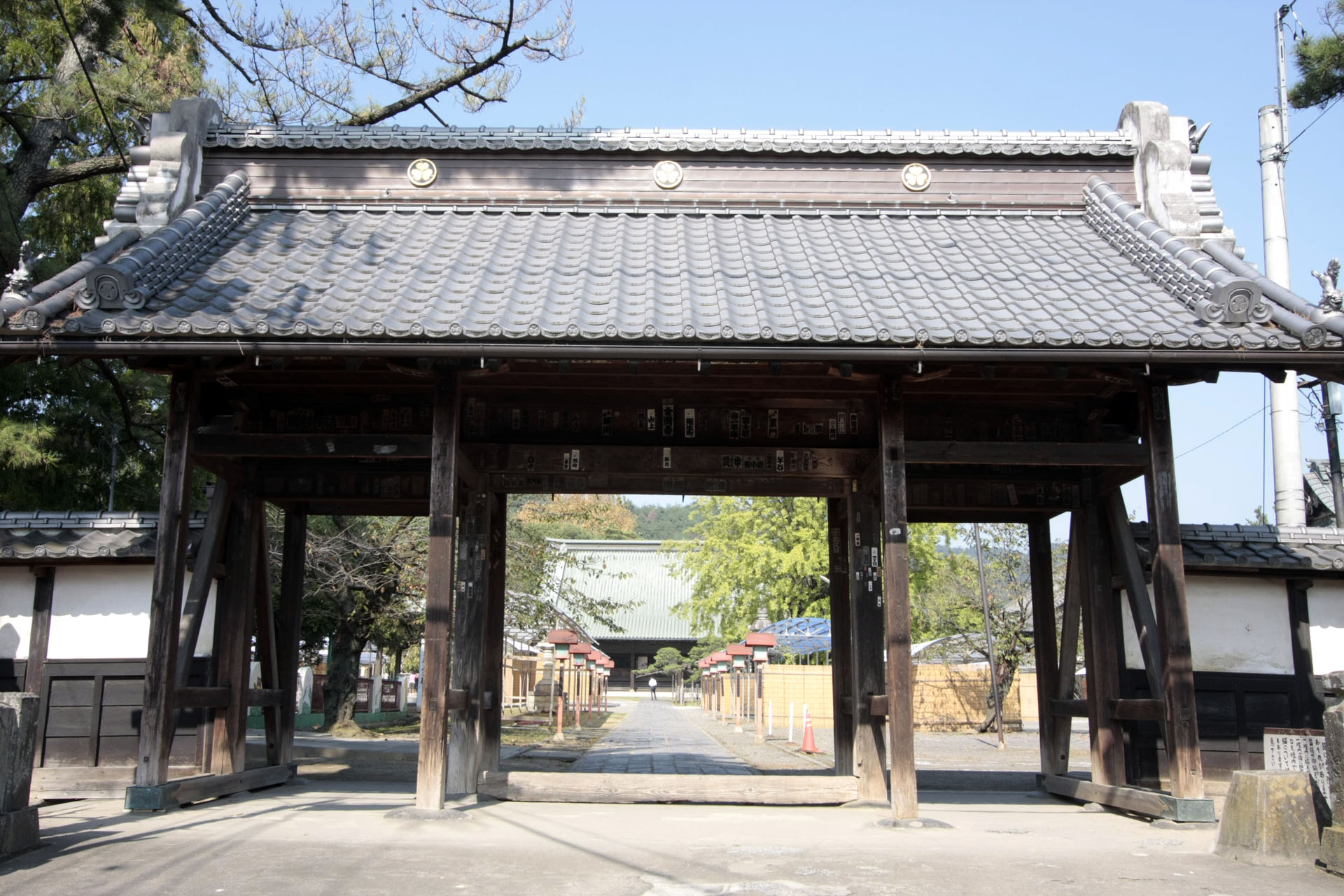
吉祥門（市指定有形文化財）

大光院（だいこういん）は、群馬県太田市金山町にある浄土宗の寺院である。山号は義重山。詳名は義重山大光院新田寺。通称「子育て呑龍（こそだてどんりゅう）」もしくは「呑龍様（どんりゅうさま）」。東上州三十三観音特別札所、群馬七福神の弁財天。
中島飛行機で開発された一〇〇式重爆撃機という航空機の愛称「呑龍」は同寺院の通称から名づけられたものである。

## 歴史
慶長16年（1611年）3月、徳川家康は徳川一族の繁栄と天下泰平、さらにご先祖の新田義重の追善供養のため菩提寺を建立する計画を立てた。家康は、この問題を芝増上寺の観智国師（かんちこくし）に相談し、菩提寺建立の適地として太田金山南麓が選ばれた。
そして、観智国師の門弟で四哲（してつ）の一人といわれる呑龍上人（どんりゅうしょうにん）が招聘され創建された。境内裏には、新田義重や呑龍上人の墓がある。義重は九条兼実に従い法然上人に帰依した。建久6年（1195年）3月に寺尾城内に大光院を建立した。時を経て、家康は観智国師・土井利勝・成瀬正成に遺跡を探させ、墓石と礎石などをここに移した。後の明治時代には、浄土宗管長として一宗の近代的教団の形成に尽力した日野霊瑞が大光院住職（第63世）から増上寺住職（第71世・73世）を経て知恩院門跡（第77世）へと昇住した。

### 子育て呑龍
呑龍は当時、多くの子どもが間引かれて殺されていたことを悲しみ、これらの子どもを弟子として引き取って育てたため、後世の人々から子育て呑龍と慕われた。「上毛かるた」では、「お」の札に「太田金山　子育て呑龍」として採録されている。また太田市歌にも「すこやかな幼子の　命見守る呑龍さま」(歌詞変更前は「白菊の香りに揺れる　子育て呑龍祭りの灯」)という歌詞がある。

### 逸話
大光院正面の大手門は徳川家康の大坂城落城の日当日に落成したため、吉祥門と名づけられたという。

## 伽藍
慶長17年（1612年）春、幕府は各工事係役を定め、各地から銘木良材を選定し名工を動員した。同年から土台等の基礎工事に着工し、日に夜を継いで工事を進め、翌年の慶長18年（1613年）春に竣工した。時下り大正年間、第66世・千野學誠は老朽化を憂い、創建以来の伽藍の大改修工事を行った。

### 本堂
御霊屋造。京間造。東西13間、南北11間半、入母屋造。南向き。中央檀上に本尊の阿弥陀三尊像が安置されている。阿弥陀如来立像は安阿弥の作と伝えられており、両脇侍の観音菩薩像と勢至菩薩像は運慶の作と伝わる。また、右側には東照大権現家康公（徳川家康）の位牌と左側には大光院殿義重公（新田義重）の位牌が安置されている。堂内の右脇檀には新田義重、徳川家康、徳川秀忠の3体の尊像と徳川歴代将軍の位牌が安置されており、左脇檀には大光院歴代住職の位牌が安置されている。

### 開山堂
元和8年（1622年）、呑龍は民衆の熱望により自らの像を自身の手によって作り出し、同年に開眼を行った。この像が現在の開山堂の本尊である呑龍上人の尊像である。この像を祀るため呑龍の滅後に建立し、その堂宇を「開山堂」（呑龍は大光院の開山であることに由来する）とした。大正年間までの旧開山堂は宝形造、瓦葺、壁は漆喰であり現今の開山堂よりも小さいものであった。大正年間、当時の貫主の千野學誠は開山堂の建て替えを発願され計画を進めていたが、大正15年（1926年）5月に千野學誠は遷化された。後任の貫主として指名を受けていた、宗教大学（現在の大正大学）教授の鈴木霊真がその事業を引き継ぎ、昭和9年（1934年）に桃山風建築の堂宇として遂に完成を見た。大型鉄筋コンクリート建築としては日本初の仏閣建築物として建設されたものであり、その遺構は貴重なものである。内外装が完了したのは次代の鈴木霊海の時代になってからのことである。

### 大方丈
京間造。南北10間、東西6間。南向き。本堂より向かって右側の一段下がった場所にある。一段下がった場所にあるのは、徳川家の先祖を祀る本堂と同じ高さに将軍がいるのは無礼であると考えられたからだと伝わる。

### 小方丈
京間造。北向き4間、東西9間。

### 茶間
京間造。南北6間、東西3間。東向き。「上御供所」ともいう。
東角屋。関東十八檀林時代の学寮である。

### 庫裡
南北10間、東西8間。

### 土蔵
縦3間半、横2間。南向き。

### 穀廩
南北2間半、東西6間。

### 雑庫
南北6間半、東西2間半。

## 文化財
市指定有形文化財
- 吉祥門[3]

## 行事
- 1月元日・2・3日 - 新年祈願会
- 2月3(4)日 - 節分会
- 4月7・8・9日 - 春季故信講祈願会
- 5月8日 - 花まつり
- 9月7・8・9日 - 開山忌大祈願会・開山忌大法要
- 10月7・8・9日 - 秋季故信講祈願会
- 10月25～11月25日 - 関東大菊花大会

## 交通アクセス
- 東武鉄道太田駅より徒歩20分。
- 北関東自動車道・太田桐生ICより約10分
- 東北自動車道・館林ICより約40分

## 周辺
周囲には、1932年に植樹した桜並木の名所八瀬川をはじめ、東山球場（昭和初期）・現在は廃止したが動物園（大正）・太古庵（1938年開館の博物館）などがあり谷崎潤一郎的世界を形成している。